# Campo Número Veintiuno
Campo Número Veintiuno är en ort i Mexiko.   Den ligger i kommunen Cuauhtémoc och delstaten Chihuahua, i den nordvästra delen av landet, 1 300 km nordväst om huvudstaden Mexico City. Campo Número Veintiuno ligger 2 002 meter över havet och antalet invånare är 244.
Terrängen runt Campo Número Veintiuno är en högslätt. Runt Campo Número Veintiuno är det ganska glesbefolkat, med 43 invånare per kvadratkilometer. Närmaste större samhälle är Cuauhtémoc, 9,2 km söder om Campo Número Veintiuno. Trakten runt Campo Número Veintiuno består till största delen av jordbruksmark.